# Гуар
Смола рослинна або гуар (рос. смола растительная (гуар); англ. vegetable resin; нім. Pflanzenharz n) – природний полімер.

## Властивості та застосування
Смола рослинна підвищує в’язкість розчину хлориду натрію NaCl; при цьому відбувається погіршення фільтраційних властивостей гірських порід внаслідок гідролізу гуарової смоли під дією ферментів чи кислоти з утворенням до 3% нерозчинного осаду.